# Supermarket Sweep
Supermarket Sweep (en español: Barrida al supermercado) es un programa de televisión estadounidense que posee el formato de programa de concursos. Parte del formato es similar al de otros programas de competencia en equipos; la otra parte era una carrera a través de un supermercado, un nuevo concepto para la época en que se estrenó. En el tiempo que duraba la carrera, las cámaras seguían a los equipos con carritos de compras a través de un gran supermercado con varios pasillos; el valor de los ítems arrojados dentro del carro determinaban al equipo ganador.
El programa original fue emitido por ABC (1965-1967), con relanzamientos en Lifetime (1990-1995, repetido hasta 1998) y después en PAX (2000-2003, repetido hasta 2004).
El Supermarket Sweep de ABC era realizado en los supermercados Food Fair, principalmente en las cercanías de Nueva York. Para la versión de Lifetime, se creó un supermercado ficticio en los estudios de Hollywood Center. Fue modelado para parecer un Hughes Market hasta septiembre de 2003, cuando fue remodelado para asemejar un local de Unified Western Market. La versión de PAX se realizó en el mismo estudio que la versión de Lifetime. En septiembre de 2001, el programa se trasladó a los estudios de NBC.
El anfitrión para la versión de ABC de 1965 a 1967 fue Bill Malone. Las voces de presentación fueron Wally King entre 1965-1966, y Richard Hayes de 1966 a 1967, con Johnny Olson y Gene Wood como sustitutos durante esos años. El anfitrión de la versión de Lifetime de 1990 a 1995 y la versión de PAX de 2000 a 2003 fue David Ruprecht. Las voces anunciantes eran Johnny Gilbert de 1990 a 1995 y entre abril y septiembre de 2000, y Randy West en el resto del programa (desde septiembre de 2000 hasta 2003).

## Transmisiones
Supermarket Sweep se originó en ABC y comenzó a emitirse el 20 de diciembre de 1965, finalizando el 14 de julio de 1967. El programa fue revivido por Lifetime el 5 de febrero de 1990, y se emitió hasta el 26 de mayo de 1995, con repeticiones emitidas hasta el 14 de agosto de 1998. Posteriormente fue nuevamente revivido por PAX el 3 de abril de 2000, y continuó hasta el 23 de mayo de 2003, con repeticiones hasta el 26 de marzo de 2004. PAX reemitió los episodios de la temporada final de Lifetime (1994-1995) desde el 5 de abril de 1999 hasta el 31 de marzo de 2000.

## Versión de ABC
Competían dos equipos, generalmente matrimonios. Cada equipo comenzaba con un tiempo base de un minuto. En la primera parte del programa, a los equipos se les presentaba un producto y debían adivinar el precio de venta. El equipo que se acercara más al precio correcto ganaba el ítem y 10 segundos adicionales a su tiempo. Se jugaban seis productos.
En la segunda parte del programa, un concursante de cada equipo participaba de la "barrida" del supermercado, usando el tiempo acumulado en la primera parte del juego; dos concursantes recorrían los pasillos separadamente. Después de que cada participante realizaba su recorrido, se determinaba el valor total de los productos en el carrito de cada jugador. El equipo con el mayor total ganaba el derecho de volver al programa siguiente y competir nuevamente. Ambos equipos ganaban los productos que obtenían durante la prueba final.

## Versión de Lifetime / PAX
Esta versión de Supermarket Sweep consistía de tres segmentos: la ronda de preguntas, el Big Sweep (o Gran Barrida), y el Bonus Sweep (o Barrida Adicional). El juego se realizaba entre tres equipos de dos personas relacionadas, tales como padre e hijo, cónyuges, o mejores amigos. En las últimas dos rondas, los participantes de cada equipo llevaban camisetas del mismo color para poder identificarlos.

### Ronda de preguntas
Al comenzar el juego, los tres equipos comenzaban con un tiempo base de 1 minuto con 30 segundos. Las respuestas correctas añadían tiempo a sus relojes. La ronda se dividía en tres sub-rondas; en las primeras dos sub-rondas, un integrante de cada equipo respondía varias preguntas y/o jugaba uno o varios juegos que involucraban adivinar el precio de productos de uso diario, con los integrantes intercambiando las tareas entre las sub-rondas. En la tercera sub-ronda, los concursantes se iban alternando después de cada pregunta.

#### Tipos de preguntas
Los jugadores recibían una serie de preguntas, siendo a menudo las respuestas relacionadas con marcas específicas de productos de uso diario; cada respuesta correcta sumaba 10 segundos. En cada ronda, las preguntas seguían un formato específico, el cual variaba entre las rondas. Los formatos usados en el programa incluían:
- Adivinar a qué producto se le atribuyen ciertas características descritas
- Adivinar qué producto posee un eslogan o jingle en particular
- Determinar la marca del producto, mostrando una imagen de algún producto con el logo y/o la marca borrada
- Seleccionar uno o más respuestas de una serie de preguntas desde un conjunto de cinco o seis posibles alternativas
- Rellenar espacios para completar el nombre de un producto; los concursantes recibían pistas o letras que ayudaban a descifrar la palabra oculta
- Preguntas 50/50: Seleccionando la respuesta correcta se ganan 10 segundos; pero al seleccionar una respuesta incorrecta se le entregan 10 segundos a los otros dos equipos
- Adivinar el sonido de algunos animales
- Adivinar el nombre del producto a través de sinónimos y/o antónimos que reemplazan cada palabra. Por ejemplo, "Cow's Ear" es una pista para la salsa de barbacoa BullsEye.
- County Fair (Feria del condado): Ponía a prueba el conocimiento de los concursantes acerca de diversas novedades
- Supermarket Trivia: Preguntas triviales acerca de los productos que se venden en el supermercado

#### Juegos de precios
Durante cada sub-ronda, los diferentes juegos involucraban productos de uso cotidiano. Estos juegos variaban cada día y generalmente perseguían los siguientes objetivos:
- Seleccionar cuál de los tres productos tiene un precio inferior o mayor a la cantidad señalada, cuál tiene el precio incorrecto, cuál está con su precio correcto, o cuál era el más caro.
- Determinar cuánto de cada producto se puede comprar con una determinada suma de dinero.
- Adivinar si el precio actual de un producto es más alto más bajo que el que se muestra. Una variación también incluía la posibilidad de que el precio desplegado estuviese correcto.

Si un jugador acertaba, su equipo ganaba 10 segundos; sin embargo, si los tres jugadores estaban en lo correcto, cada equipo ganaba 20 segundos.

#### Juegos especiales
- 30-Second Shootout: Al comienzo de la segunda sub-ronda de la ronda de preguntas, los dos concursantes de cada equipo realizaban un juego individual, con el cual ganaban 30 segundos para el tiempo del juego final; cada equipo se turnaba para jugar individualmente. El formato usualmente consistía de un concursante adivinando una serie de palabras usando las pistas dadas por su compañero o compañera. La primera letra de cada respuesta correcta era una letra del nombre comercial del producto en el mercado, el cual el concursante debía determinar para ganar el tiempo adicional. Cada equipo tenía 30 segundos para alcanzar el objetivo (que se ampliaron a 40 mientras se emitía en Lifetime), y si una palabra clave era mencionada por el que daba las pistas, se descalificaba automáticamente. Una regla adicional señalaba que cuando se mencionaba una de las palabras que había en una lista al dar las pistas, no se podía volver a mencionar.
- Snack Attack Movie Game: Se realizaban 3 preguntas de 10 segundos acerca de películas. El concursante que acertaba la última de aquellas preguntas obtenía el derecho de probar un producto y adivinarlo; si acertaba ganaba un bono de 50 dólares para el "Big Sweep". Si el concursante acertaba en una segunda oportunidad, el equipo ganaba 25 dólares. Originalmente, la pregunta relacionada al producto solo tenía dos opciones y la respuesta correcta entregaba el bono de 50 dólares.

#### Round Robin
Para la sub-ronda final, los integrantes de cada equipo se alternaban para responder cada pregunta. A los concursantes se les presentaba una mezcla de letras que formaban el nombre comercial de un producto o el nombre común de algún objeto, y se entregaban tres pistas cada 10 segundos. Si nadie contestaba antes de la tercera pista, éstas se volvían a mencionar. En algunos episodios, se presentaban cinco pistas pero no se mostraba un revoltijo de letras.

#### Mini-Sweep
Iniciado en septiembre de 1991, el "Mini- Sweep" se jugaba al comienzo de la primera ronda. Se realizaba una pregunta cuya respuesta era un producto en particular. El equipo que respondía correctamente ganaba diez segundos, así como la opción de que un integrante del equipo corriera dentro del supermercado y obtuviera el producto, el cual estaba marcado con el logotipo del programa. Si el producto era encontrado dentro de 30 segundos, el equipo ganaba 50 dólares para su total final. Si el concursante volvía con el producto correcto, pero sin el logo del programa en el envase, no se ganaba el dinero.

### Big Sweep
El "Big Sweep" era la oportunidad de los equipos para correr a través de los pasillos y acumular todo lo que puedan sacar de los anaqueles del supermercado. El reloj se colocaba al máximo tiempo que se había ganado por los tres equipos. El primer corredor que entraba era el que tenía más tiempo, y a medida que la cuenta regresiva llegaba al tiempo que habían acumulado los otros dos equipos, iban ingresando.
El corredor podía llevar su carro de vuelta a las cajas de su equipo en cualquier momento, en cuyo punto se reemplazaba por un carro vacío. Los productos que estaban en el carro cuando sonaba el timbre final también se incluían.
Las tres reglas principales del Big Sweep eran:
- Los equipos solo podían echar al carro un máximo de 5 artículos de cada producto
- Cualquier producto botado al suelo debía ser colocado nuevamente en el anaquel o el carro propio, o se le aplicaba una penalización de 25 dólares por artículo. Los equipos también eran penalizados al chocar contra los camarógrafos o cualquier otro personal.
- Solo un miembro de cada equipo puede estar en la tienda durante el juego; el otro integrante debe estar en la sección de cajas para descargar las mercaderías.

El límite de productos, el cual estuvo ausente en la versión original de ABC, fue agregado para prevenir que los equipos sobrecargaran sus carros con productos caros, tales como pollos, detergentes, o medicamentos de venta libre.
En la mayoría de los episodios de la primera temporada del concurso en Lifetime (1990-1991), aparecieron personas disfrazadas de Frankenstein, un gorila o Mr. Yuk, que corrían por los pasillos durante el juego final. Si el personaje se acercaba a un concursante o viceversa, el concursante debía dar la vuelta e ir en dirección contraria. Los personajes fueron eliminados en 1991.
Una vez que finalizaba el "Big Sweep", todos los productos eran pasados por la caja cuando el programa se iba a un corte comercial. Después de ello, se revelaban los totales finales de cada equipo. El equipo con el mayor total, incluyendo los bonus de la ronda de preguntas, ganaba el dinero equivalente a la cantidad total y la posibilidad de jugar en el "Bonus Sweep". En los primeros episodios de la primera temporada, los totales incluían centavos. En los episodios posteriores, y las temporadas siguientes, los totales eran redondeados al dólar más cercano.

#### Bonos
Durante el "Big Sweep" se realizaban varios minijuegos que otorgaban bonos en dinero o mercancías para el total final del juego. Algunos de estos eran:
- Bonus Specials (Valor: 50 a 200 dólares, después aumentado a 250): Este fue el único bono que aparecía en cada programa; se colocaban en todo el supermercado globos gigantes, tarjetas promocionales, animales de fantasía o productos gigantes. Estos poseían tarjetas o símbolos con dinero adicional. Para que se contabilizaran los bonos, el concursante debía llevar los elementos con premios hasta las cajas antes de que se cumpliera el tiempo. Un concursante podía "robar" un producto de su oponente si éste descuidaba el elemento antes de dejarlo en la sección de cajas. Estos productos gigantes tenían bonos de 50, 100, 150 y 200 dólares, y en septiembre de 1993, se agregó un quinto bono de 250 dólares. Solo se permitía un bono por equipo.

- Coffee (Valor: 100 dólares, después 200): Los participantes que corrían en el supermercado debían obtener una libra de café Millstone Coffee o Maxwell House.
- Candy (Valor: 100 dólares, después 200): Los corredores debían embolsar y pesar 1 dólares (añadiendo o quitando 2 centavos) de dulces de la marca Brach's.

- Shopping List (Valor: 250 dólares, después 300 cuando se llamaba Alphabet Game): Antes del Big Sweep, el presentador entregaba una lista de tres productos (inicialmente eran cuatro) que debían ser encontrados en el supermercado. El juego Alphabet Game se jugaba de la misma manera, pero con el presentador mencionando tres letras consecutivas del alfabeto así como productos que comenzaban con esas letras (los productos debían ser colocados en las mini-canastas que estaban en el frente del carro, y solo uno por cada producto; se utilizaban varias mini-canastas si era necesario). Otras variaciones incluían:
  - Magazine Display: Los concursantes debían obtener las tres (o cuatro) revistas que eran mencionadas por el presentador, desde el anaquel donde estaban junto a decenas de otras publicaciones.
  - Jelly Belly Machine: Los participantes debían embolsar tres sabores de los frijoles dulces Jelly Belly que señalaba el conductor a partir de los cientos de sabores disponibles.
  - International Bread Center: Se debían embolsar ciertas cantidades de los tres tipos de pan mencionados por el presentador, a partir de los diversos tipos para escoger.
  - Fruit Fantasy: Colocar cierta cantidad de limones, manzanas, naranjas y uvas en una canasta de frutas.
  - Breakfast Break: Conseguir los cinco productos para el desayuno que mencionaba el presentador con ayuda de sus compañeros; esto fue después cambiado a solo dos productos y posteriormente el juego se eliminó completamente.
  - Cake: Se debía diseñar un pastel y escribir el nombre del programa y el número del equipo en la parte superior.
  - Frozen Yogurt Machine: Dispensar los tres sabores de yogur helado que se pedían en una copa plástica, a partir de cuatro sabores: chocolate, vainilla, durazno, y frambuesa.

- Mystery Product (Valor: 250 dólares, 300 si es una película): Los participantes deben encontrar un producto de acuerdo a las pistas desplegadas en tres monitores de televisión del supermercado. Este bono utilizó solo dos monitores entre abril de 2000 y mayo de 2003. Otra variación del juego consistía en el nombre del producto dispuesto en dos mitades, cada una en un monitor.
  - Para el juego "$300 Movie", que ocurría a medio camino en el "Big Sweep", el presentador indicaba que se encendieran los monitores de TV, con lo cual se iniciaba el juego de bono.

- Manager's Special o Red Tag Special (Valor: 200 dólares): Durante el "Big Sweep", el presentador anunciaba el producto especial a través de los altavoces del supermercado. El concursante debía correr hasta un barril rojo y blanco en el frente del supermercado o un carrito ubicado al fondo del local que estaba lleno de productos, entre los cuales había que encontrar el producto marcado (que poseía una estrella roja o una X roja para el juego "Manager's Special", o una cinta roja para "Red Tag Special"). Si se entregaba un producto no marcado, no se obtenía dinero, aun cuando fuera el producto correcto.

- Stack Job o Recycle Machine (Valor: 100 dólares, después fue de 150 para el "Stack Job"): Los participantes debían correr hasta tres bolsas llenas con latas de gaseosas vacías que debían ser entregadas al otro concursante del mismo equipo. Este compañero debía ir a su mesa, y usando las 21 latas, debía formar una pirámide tal como se mostraba en una imagen antes de empezar el "Big Sweep".
  - Para el juego "Recycle Machine" el compañero debía ir hasta la máquina de reciclaje y depositar las 10 latas dentro de la máquina, una a la vez, tras lo cual la máquina imprimía un boleto que le otorgaba el bono.

- Super Sandwich (Valor: 200 dólares): Antes de que comenzara el "Big Sweep", el anfitrión especificaba qué tipo de sandwich debía ser preparado. Los concursantes debían hacer el sandwich precisamente como se indicaba, incluyendo cinco carnes, dos quesos, lechuga, mayonesa, y mostaza; después debían envolverlo en aluminio, depositarlo en una bolsa y amarrarlo. Para ganar el bono, el sandwich debía estar en el carrito antes de que sonara la campana.

- Sweep Swipe o Market Madness (Valor: 200 a 250 dólares): Un surtido limitado de productos (dos tipos de dulces, cinco cajas de detergentes, etc.) se ubicaban en el frente de las tres mesas o carritos de compras, una para cada equipo. Los concursantes movían los productos (desde el suelo o desde la mesa o carrito de otro equipo), uno a la vez, hasta su propia mesa o carrito. Por cada producto en posesión de cada equipo al sonar el timbre, el equipo recibía un bono.

- Cracker Jackpot! o Jolly Time Is Money! (Valor: 100 dólares, después 150 dólares para Jolly Time Is Money!; 200 para Cracker Jackpot): Los concursantes debían abrir cajas de Cracker Jack o Popcorn Jolly Time con el fin de encontrar un boleto marcado con el logotipo del programa.

- Bonus Envelope (Valor: 200 dólares): A la mitad del tiempo transcurrido durante el "Big Sweep", el presentador anunciaba una pista de un producto específico. Después de escuchar la pista, los compañeros en las cajas debían ir donde sus compañeros y entregarles la pista. Los concursantes debían encontrar el producto y tomar el sobre que estaba ubicado cerca de él. Una variación de este juego se realizó con películas en el anaquel de videos.

- Giant Box of Laundry Detergent (Valor: 25 a 100 dólares): Una caja gigante de detergente (de marca Gain o Cheer) era ubicado en el fondo del supermercado con cuatro sobres de colores. El participante obtenía uno de los sobres y ganaba el dinero que señalaba en su interior.

- Balloon Pop (Valor: 150 dólares): Tres carritos de compras o bolsas gigantes de basura con varios globos inflados eran ubicados en una de las esquinas traseras del supermercado. Los concursantes debían llevar uno de los carros o bolsas hasta las cajas para que su compañero reventara los globos. Si lo hacía antes de que se acabara el tiempo, obtenían el dinero.

- Instant Coupon Machines: Un concursante ganaba dinero adicional obteniendo un cupón y localizando el producto asociado en un anaquel cercano.

- Double y Triple Coupons: Ciertos productos tenían cupones de doble o triple valor ubicados en el producto o cerca de él para multiplicar su valor.

### Bonus Sweep
El equipo ganador tenía 60 segundos adicionales para encontrar tres productos en el supermercado. Se les entregaba una pista del primer producto, después de que el tiempo comenzaba. La segunda pista estaba pegada al primer producto, y la tercera pista estaba en el segundo producto. Si el equipo encontraba el tercer producto, ganaba 5.000 dólares. El equipo ganador debía encontrar los tres productos y regresar con ellos para ganar el dinero. Si el equipo encontraba el tercer producto antes que los otros, originalmente perdía el juego, pero después de las primeras 2 temporadas, el equipo que encontraba los 5.000 dólares antes de buscar los otros productos debía encontrarlos y regresar para obtener el premio. Si el equipo no conseguía el tercer producto, ganaba 200 dólares por cada producto encontrado. El equipo debía tener el dinero en sus manos antes de que la campana sonara indicando el fin de los 60 segundos.
Las pistas se entregaban en varios formatos. Algunas pistas eran rimas de dos líneas que describían el producto, con su nombre comercial como la palabra faltante al final de la rima. Otras pistas utilizaban juegos de palabras en el título del producto. En ocasiones, las pistas llevaban a una película ubicada en el anaquel de videos, una fruta o verdura en su respectiva sección, una flor en un kiosko especial ubicado en el frente del supermercado que era utilizado solo durante el "Bonus Sweep", o una tarjeta de saludo cerca del anaquel de revistas.

## Versiones internacionales

### Canadá
Una versión sindicada del programa se realizó entre 1992 y 1995 en Canadá, a través de Global Television Network, y actualmente es repetida por GameTV en dicho país. Tino Monté era el anfitrión, y Dave King era el anunciador. El supermercado era más pequeño que el utilizado en la versión estadounidense, y no contenía anaqueles para artículos especializados como videos, tarjetas o flores. La ronda de preguntas comenzaba con un "Mini-Sweep", el cual si se ganaba, otorgaba 50 dólares canadienses al total del equipo.
Cada equipo comenzaba con un tiempo base de 1 minuto, y para el "Big Sweep" el único bono usado en cada episodio era el denominado "Shopping List". En esta versión no aparecían bonos de productos específicos.
Originalmente, la ronda de bonos tenía un premio final de 5.000 dólares canadienses, pero después, el equipo ganador seleccionaba una de las letras del logo del programa para ganar premios adicionales, que podían ser 500, 1000 o 5.000 dólares canadienses, o premios físicos como una reclinadora Doncaster, dos relojes Bulova, servicio de niñera por un año, un videograbador, un televisor de 32 pulgadas, o incluso un viaje a Acapulco, México o Cuba (este último destino nunca fue un premio en la versión estadounidense debido al embargo contra Cuba).

### Reino Unido
Una versión británica del programa fue producida entre 1992 y 2001, denominada Dale's Supermarket Sweep. Era conducida por Dale Winton y Bobby Bragg era el anunciador. Era producido por FremantleMedia para ITV. El programa fue revivido en 2007 para grabar 60 episodios desde enero del mismo año en los estudios Maidstone, esta vez producido por Talkback Thames. Las reglas eran las mismas que las de las versiones estadounidense y canadiense, a excepción de que el premio final era de £2.000. El programa originalmente era grabado en los estudios de Lenton Lane en Nottingham.
A diferencia de las otras versiones, los equipos no podían obtener más de 3 unidades de cada producto, a diferencia de los cinco permitidos en las otras versiones. Otra diferencia era que a menudo no se mencionaban los nombres comerciales de los productos.
El set original era transformado para que pareciera un supermercado Co-op, ASDA o Somerfield, dependiendo de la temporada. El set actual se asemeja a un supermercado ASDA, debido a que éste es auspiciador del programa. Al igual que la versión estadounidense, éste set contiene anaqueles para videos, flores, etc., que la versión canadiense desechó.

### En otros países

#### Argentina
Sume y lleve fue emitido a fines de los años 80 por Canal 9 y era realizado al interior de un supermercado. Clink Caja, se emitió en 1996 con Berugo Carámbula y Super Super en 2021 con José María Listorti ambos por Canal 9.

#### Australia
En Australia se realizó una versión del programa, producida por Reg Grundy Organisation, siendo emitida por Nine Network entre 1992 y 1994 con el expresentador de The Price Is Right, Ian Turpie, como anfitrión, asistido por Tania Zaetta. Las voces anunciantes eran Col Mooney y Alan Glover. El supermercado que servía de estudio era una sucursal de la cadena Coles Supermarkets, pero fue posteriormente cambiado a un supermercado genérico ficticio. Al igual que la versión estadounidense, los ganadores buscaban en el supermercado el gran premio de 5.000 dólares australianos. El set era idéntico al estudio utilizado en Estados Unidos.

#### Brasil
Brasil tuvo dos versiones del programa: la primera fue producida por Band entre 1990 y 1993, y la segunda, por Record a inicios de la década de 2000, como parte del programa de televisión Note e Anote. Ambas versiones se llamaban Supermarket, y era presentado por Ricardo Corte Real.

#### Chile
En Chile existió una versión local del programa, denominado Supermarket, el cual era conducido en su primera temporada por Pablo Krögh y posteriormente por Juan La Rivera. Fue emitido por Canal 13 entre el 21 de agosto de 1995 y el 21 de noviembre de 1997. Al igual que las versiones de Lifetime y PAX, se realizaba en un supermercado ficticio y los productos que aparecían en el programa eran principalmente los de los auspiciadores del concurso.

#### España
España también tuvo su versión a inicios de los años 90. El programa se llamaba Supermarket y era conducido por Enrique Simón. Las reglas eran idénticas al programa original estadounidense, con la única diferencia de que la moneda utilizada era la actualmente fenecida Peseta española. El programa se emitía cada mediodía (aproximadamente a la 1:25 PM, hora local) en el canal Antena 3. Considerando la conversión de 100 pesetas por 1 dólar, es probable que el gran premio fuera de 500.000 pesetas.

## Estado de los episodios
Todos los episodios de ABC, con excepción de siete de ellos, fueron borrados. La versión de Lifetime/PAX se conserva íntegra e intacta con todos sus episodios grabados. La versión canadiense de Supermarket Sweep se repite en el canal Canadian Game Network.